# Palau Arquebisbal de Madrid

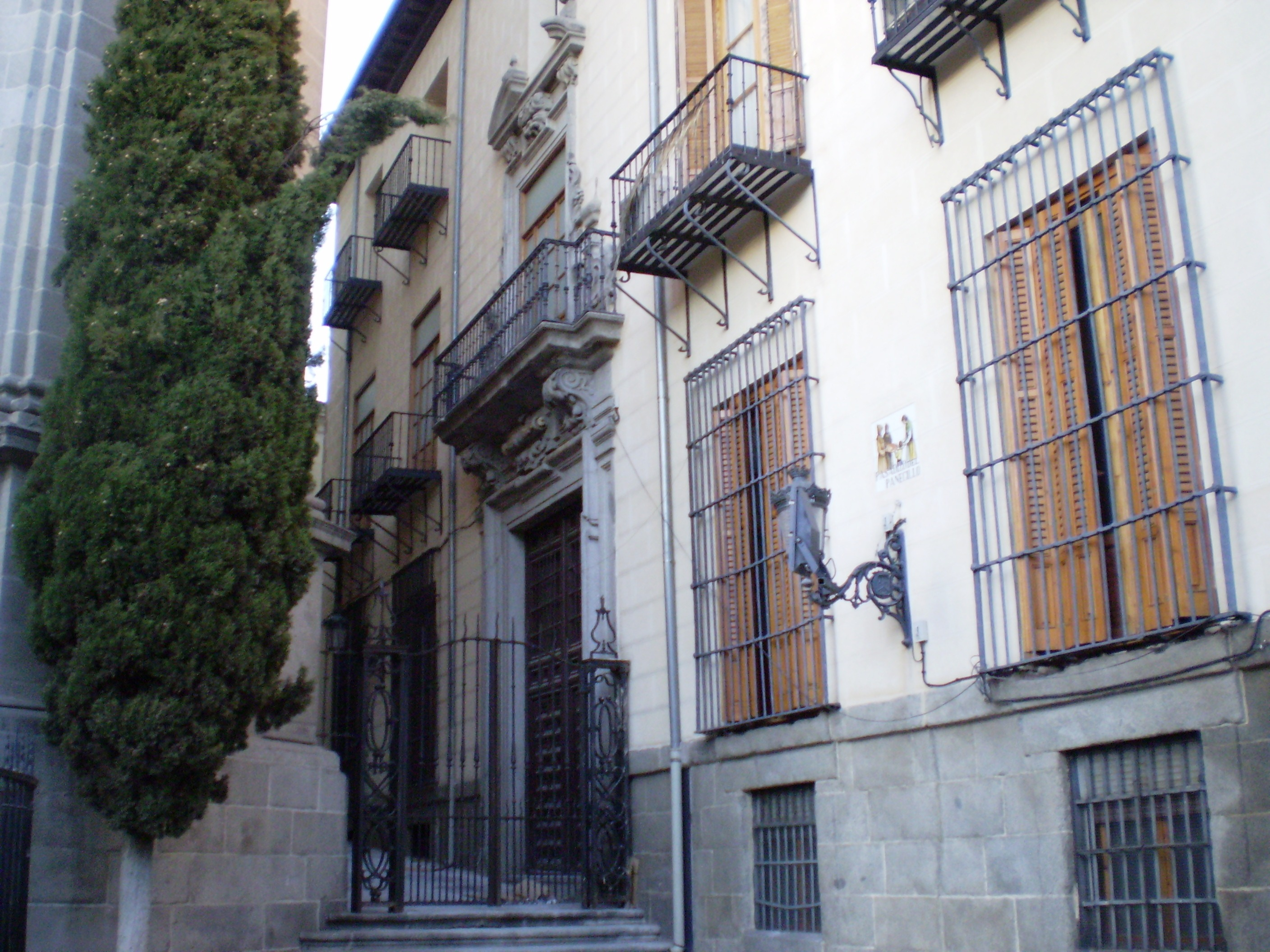
Façana del passadís del Panecillo, on es troba una portada barroca, que presenta trets típics de l'arquitectura madrilenya del, com les característiques orelleres.

El Palau Arquebisbal de Madrid és un edifici del segon terç del segle xviii, situat al centre històric d'aquesta ciutat espanyola. Ocupa una illa de forma triangular, delimitada per la plaça del Comte de Barajas, els carrers de la Pasa i de San Justo, el passadís del Panecillo i la plaça de Porta Tancada.
És la residència de l'arquebisbe i dels cardenals de l'Arxidiòcesi de Madrid, a més d'albergar els tribunals eclesiàstics, les oficines de la província eclesiàstica, els departaments d'informàtica de l'Arxidiòcesi i l'arxiu diocesà. Està inclòs en el Registre de Béns d'interès cultural de la Comunitat de Madrid com a monument de protecció integral.

## Història
L'edifici es va aixecar en temps del rei Carles III d'Espanya, quan Madrid no era diòcesi independent. Va ser construït com la residència madrilenya de l'arquebisbe de Toledo, del qual depenia eclesiàsticament la ciutat, a instàncies del cardenal-infant Luis Antonio de Borbón y Farnesio i del cardenal Francisco Antonio de Lorenzana.
Amb la constitució de la Diòcesi de Madrid - Alcalá de Henares el 1885, el palau va passar a ser la residència de Narciso Martínez Izquierdo, primer bisbe d'aquesta diòcesi, qui el va habitar fins a 1886, any en què va ser assassinat a les portes de la Col·legiata de Sant Isidre.
Fins al 1907, les seves dependències van acollir al Seminari Conciliar de Madrid, actualment instal·lat en un complex situat a la zona de Las Vistillas. Va ser restaurat l'any 2004 per l'Ajuntament de Madrid, amb fons de la Fundació Cajamadrid.